# ブレイン (DD-630)
ブレイン (USS Braine, DD-630) はアメリカ海軍の駆逐艦。フレッチャー級。艦名は南北戦争で活躍し北極圏を探検したダニエル・L・ブレイン（1829–1898）にちなむ。

## 艦歴
「ブレイン」はメイン州バス市のバス鉄工所で起工され、1943年3月7日にブレイン少将の孫の妻であるダニエル・L・ブレイン夫人によって命名、進水され、1943年5月11日に艦長J・F・ニューマン中佐の指揮下就役した。

### 第二次世界大戦
「ブレイン」は1943年夏にアメリカ東海岸を出港し、兵員輸送の護衛のためサンフランシスコから真珠湾へ向かった。その後ウェーク島へ進み1943年10月5日から6日にかけて爆撃と砲撃に参加した。11月1日から3日にかけて、「ブレイン」はブーゲンビル島エンプレス・オーガスタ湾への最初の上陸に参加した。続いて2ヵ月間に渡りブーゲンビル島の橋頭堡への部隊の補給を護衛した。

#### 1944年
1944年2月15日、「ブレイン」はグリーン島上陸に参加した。2月24日から25日、日本軍の施設への夜間砲撃のため日本軍の勢力下にあるラバウル港へ進撃した。3月20日、ビスマルク諸島のエミラウ島への上陸を支援した（エミラウ島の無血占領）。翌月はマリアナ侵攻のための護衛任務や訓練に明け暮れた。
6月14日、「ブレイン」はテニアン島への砲撃に参加し小口径の砲弾により小さな被害を受けたものの、６月23日までマリアナ諸島での作戦を続けた。一か月のほとんどをアメリカで過ごした後、フィリピンを出航し真珠湾へ向かった。10月20日のレイテ島上陸にて砲撃支援を行い、11月18日の日本軍による航空攻撃を撃退した。

#### 1945年
「ブレイン」は1945年1月4日から15日にかけ、リンガエン湾上陸に参加した。その後、バターン半島とコレヒドール島への上陸（1945年2月14～28日）の支援のためマニラ湾へ進んだ。3月17日から4月23日は、レーダーピケット艦と支援艦としてミンダナオ島のサンボアンガとポラック港への上陸に従事した。5月16～25日はレーダーピケット艦として沖縄作戦に参加した。5月27日、立て続けに万世陸軍飛行場から出撃した2機の特攻機の九九式襲撃機が「ブレイン」を直撃した。正面への最初の直撃では艦橋が大破し、艦中央部への2回目の直撃では2本の煙突が吹き飛ばされ、艦中央部の上部構造が破壊された。この際に特攻したのは第72振武隊であった。
「ブレイン」は応急修理のため沖縄諸島の慶良間諸島へ退避し、6月19日にそこを離れた後、7月19日にアメリカへ帰投した。
7月21日、「ブレイン」は修理のためボストンへ行き、その後モスボール化ためチャールストン海軍工廠へ移動した。

### 1951-1971年
1951年4月6日に再就役した「ブレイン」は太平洋とカリブ海での訓練を行い、1952年春に第6艦隊での任務のため地中海へ出航した。同年10月、沿岸部での任務のため帰投した。1953年5月に第6艦隊に再び加わり、10月まで随伴した。1953年10月から1954年11月にかけて修理が行われた後、カリブ海での慣熟訓練とニューポート近傍の沿岸警備を行った。1954年11月30日に太平洋を離れ、1954年12月中旬に巡洋艦・駆逐艦太平洋艦隊の所属艦となった。
1955年1月初旬、「ブレイン」は日本の横須賀へ行き、第77任務部隊に加わった。1月、大陳島撤退作戦に参加し、その後台湾での警備を行った。アメリカ西海岸に戻ったのは1955年6月19日の事であった。
「ブレイン」が次に西海岸を出港したのは1956年2月13日で、もう一つの西太平洋航海を巡行するためであった。1956年7月22日、カルフォニアに戻りサンディエゴとサンフランシスコの沿岸警備に従事した。
1946年、「ブレイン」は危険な前線での活動に参加する数少ない艦船の一隻であった。
1971年8月17日、「ブレイン」は退役、除籍され、対外有償軍事援助の一環としてアルゼンチンへ売却された。

### ARA アルミランテ・ドメック・ガルシア (D23)
アルゼンチン海軍は1971年8月17日に「ブレイン」を取得し、「アルミランテ・ドメック・ガルシア(ARA Almirante Domecq Garcia, D23) 」と改名した。艦名はアルゼンチン海軍の提督（Almirante）のマヌエル・ドメック・ガルシアに由来する。
1983年10月7日、標的として使用され、コルベット「ドゥルモンド」と潜水艦「サン・ルイス」によってマル・デル・プラタ沖で沈められた。

## 勲章
「ブレイン」は第二次世界大戦で9つの従軍星章を受賞した。